# Список наград и номинаций фильма «Исчезнувшая»
«Исчезнувшая» (англ. Gone Girl) — американский психологический триллер режиссёра Дэвида Финчера, спродюсированный Лесли Диксон, Бруной Папандреа, Арнон Милчен, Риз Уизерспун, Сиан Чаффин и Джошуа Донен. Сценарий был адаптирован Гиллиан Флинн из её одноимённого романа 2012 года. Актёр Бен Аффлек исполнил роль Ника Данна, писателя, подозреваемого в исчезновении его жены Эми, которую сыграла Розамунд Пайк. Нил Патрик Харрис и Тайлер Перри исполнили второстепенные роли. Музыка к фильму была написана композиторами Трентом Резнором и Аттикусом Россом.
Премьера фильма «Исчезнувшая» состоялась на Нью-Йоркском кинофестивале 26 сентября 2014 года, а 3 октября киностудия 20th Century Fox выпустила ленту в широкий прокат для показа в кинотеатрах Соединённых Штатов и Канады. За всё время показа фильма, «Исчезнувшая» собрал кассу в 368 миллионов долларов при бюджете в 61 миллион. По состоянию на июнь 2016 года, «Исчезнувшая» — самый крупный фильм по кассовым сборам у режиссёра Дэвида Финчера. На сайте Rotten Tomatoes кинолента имеет рейтинг одобрения у критиков 87 %, основанный на 358 рецензиях.
«Исчезнувшая» получил награды и номинации в различных категориях, в частности за режиссуру, актёрскую игру Пайк, сценарий Флинн и музыкальное сопровождение. На 87-й церемонии вручения премии «Оскар» Пайк была номинирована в категории «Лучшая женская роль». Фильм получил четыре номинации на 72-й премии «Золотой глобус»: «Лучшая режиссёрская работа» (Финчер), «Лучшая женская роль — драма» (Пайк), «Лучший сценарий» (Флинн) и «Лучшая музыка к фильму». Позже, Пайк получила награду в категории «Лучшая женская роль» на премии журнала Empire, а также была представлена в той же номинации на 21-й церемонии вручения наград Гильдии киноактёров США и на 68-й церемонии BAFTA.

## Награды и номинации
| Премия                                         | Дата            | Категория                                                        | Номинанты и получатели                                            | Результат | Прим.  |
| ---------------------------------------------- | --------------- | ---------------------------------------------------------------- | ----------------------------------------------------------------- | --------- | ------ |
| AACTA                                          | 31 января 2015  | Лучшая актриса                                                   | Розамунд Пайк                                                     | Номинация | [ 6 ]  |
| Оскар                                          | 22 февраля 2015 | Лучшая актриса                                                   | Розамунд Пайк                                                     | Номинация | [ 7 ]  |
| Афроамериканская ассоциация кинокритиков       | 4 февраля 2015  | Лучший актёр второго плана                                       | Тайлер Перри (разделил с Дж. К. Симмонсом за фильм «Одержимость») | Победа    | [ 8 ]  |
| Союз женщин-киножурналистов                    | 12 января 2015  | Лучшая актриса                                                   | Розамунд Пайк                                                     | Номинация | [ 9 ]  |
| Союз женщин-киножурналистов                    | 12 января 2015  | Лучший адаптированный сценарий                                   | Гиллиан Флинн                                                     | Победа    | [ 9 ]  |
| Союз женщин-киножурналистов                    | 12 января 2015  | Лучшая музыка к фильму                                           | Трент Резнор и Аттикус Росс                                       | Номинация | [ 9 ]  |
| Союз женщин-киножурналистов                    | 12 января 2015  | Лучшая женщина-сценарист                                         | Гиллиан Флинн                                                     | Победа    | [ 9 ]  |
| Американская ассоциация монтажёров             | 30 января 2015  | Лучший монтаж художественного фильма (драма)                     | Кирк Бакстер                                                      | Номинация | [ 10 ] |
| Гильдия художников-постановщиков               | 31 января 2015  | Лучший художник-постановщик в фильме с действием в современности | Дональд Грэхэм Берт                                               | Номинация | [ 11 ] |
| Остинское кинематографическое общество         | 17 декабря 2014 | 10 лучших фильмов года                                           | «Исчезнувшая»                                                     | 9-е место | [ 12 ] |
| Остинское кинематографическое общество         | 17 декабря 2014 | Лучшая актриса                                                   | Розамунд Пайк                                                     | Победа    | [ 12 ] |
| Остинское кинематографическое общество         | 17 декабря 2014 | Лучший адаптированный сценарий                                   | Гиллиан Флинн                                                     | Победа    | [ 12 ] |
| BAFTA                                          | 8 февраля 2015  | Лучший адаптированный сценарий                                   | Гиллиан Флинн                                                     | Номинация | [ 13 ] |
| BAFTA                                          | 8 февраля 2015  | Лучшая женская роль                                              | Розамунд Пайк                                                     | Номинация | [ 13 ] |
| Американское общество специалистов по кастингу | 22 января 2015  | Big Budget Drama                                                 | Ларай Мэйфилд, Энни Гамильтон                                     | Номинация | [ 14 ] |
| Ассоциация кинокритиков Чикаго                 | 15 декабря 2014 | Лучший режиссёр                                                  | Дэвид Финчер                                                      | Номинация | [ 15 ] |
| Ассоциация кинокритиков Чикаго                 | 15 декабря 2014 | Лучшая актриса                                                   | Розамунд Пайк                                                     | Номинация | [ 15 ] |
| Ассоциация кинокритиков Чикаго                 | 15 декабря 2014 | Лучший адаптированный сценарий                                   | Гиллиан Флинн                                                     | Победа    | [ 15 ] |
| Ассоциация кинокритиков Чикаго                 | 15 декабря 2014 | Лучший монтаж                                                    | Кирк Бакстер                                                      | Номинация | [ 15 ] |
| Гильдия художников по костюмам                 | 17 февраля 2015 | Лучшие костюмы в современном фильме                              | Триш Саммервилл                                                   | Номинация | [ 16 ] |
| Выбор критиков                                 | 15 января 2015  | Лучший фильм                                                     | «Исчезнувшая»                                                     | Номинация | [ 17 ] |
| Выбор критиков                                 | 15 января 2015  | Лучший режиссёр                                                  | Дэвид Финчер                                                      | Номинация | [ 17 ] |
| Выбор критиков                                 | 15 января 2015  | Лучшая женская роль                                              | Розамунд Пайк                                                     | Номинация | [ 17 ] |
| Выбор критиков                                 | 15 января 2015  | Лучший адаптированный сценарий                                   | Гиллиан Флинн                                                     | Победа    | [ 17 ] |
| Выбор критиков                                 | 15 января 2015  | Лучший монтаж                                                    | Кирк Бакстер                                                      | Номинация | [ 17 ] |
| Выбор критиков                                 | 15 января 2015  | Лучшая музыка к фильму                                           | Трент Резнор и Аттикус Росс                                       | Номинация | [ 17 ] |
| Ассоциация кинокритиков Даллас/Форт-Уэрт       | 15 декабря 2014 | 10 лучших фильмов года                                           | «Исчезнувшая»                                                     | 7-е место | [ 18 ] |
| Ассоциация кинокритиков Даллас/Форт-Уэрт       | 15 декабря 2014 | Лучший режиссёр                                                  | Дэвид Финчер                                                      | 4-е место | [ 18 ] |
| Ассоциация кинокритиков Даллас/Форт-Уэрт       | 15 декабря 2014 | Лучшая актриса                                                   | Розамунд Пайк                                                     | 3-е место | [ 18 ] |
| Общество кинокритиков Детройта                 | 15 декабря 2014 | Лучшая актриса                                                   | Розамунд Пайк                                                     | Победа    | [ 19 ] |
| Dublin Film Critics' Circle                    | 17 декабря 2014 | Лучшая актриса                                                   | Розамунд Пайк                                                     | 6-е место | [ 20 ] |
| Империя                                        | 29 марта 2015   | Лучшая женская роль                                              | Розамунд Пайк                                                     | Победа    | [ 21 ] |
| Империя                                        | 29 марта 2015   | Лучший дебют                                                     | Кэрри Кун                                                         | Номинация | [ 21 ] |
| Империя                                        | 29 марта 2015   | Лучший триллер                                                   | «Исчезнувшая»                                                     | Номинация | [ 21 ] |
| Florida Film Critics Circle                    | 19 декабря 2014 | Лучшая актриса                                                   | Розамунд Пайк                                                     | Победа    | [ 22 ] |
| Florida Film Critics Circle                    | 19 декабря 2014 | Лучший адаптированный сценарий                                   | Гиллиан Флинн                                                     | Победа    | [ 22 ] |
| Florida Film Critics Circle                    | 19 декабря 2014 | Лучшая музыка к фильму                                           | Трент Резнор и Аттикус Росс                                       | Runner-up | [ 22 ] |
| Золотой глобус                                 | 11 января 2015  | Лучшая режиссура                                                 | Дэвид Финчер                                                      | Номинация | [ 23 ] |
| Золотой глобус                                 | 11 января 2015  | Лучшая актриса в драматическом фильме                            | Розамунд Пайк                                                     | Номинация | [ 23 ] |
| Золотой глобус                                 | 11 января 2015  | Лучший сценарий                                                  | Гиллиан Флинн                                                     | Номинация | [ 23 ] |
| Золотой глобус                                 | 11 января 2015  | Лучшая музыка к фильму                                           | Трент Резнор и Аттикус Росс                                       | Номинация | [ 23 ] |
| Грэмми                                         | 8 февраля 2015  | Лучший оригинальный саундтрек для визуальных медиа               | Трент Резнор и Аттикус Росс                                       | Номинация | [ 24 ] |
| Золотая малина                                 | 21 февраля 2015 | Приз за восстановление репутации                                 | Бен Аффлек                                                        | Победа    | [ 25 ] |
| Hollywood Film Awards                          | 14 ноября 2014  | Лучший фильм                                                     | «Исчезнувшая»                                                     | Победа    | [ 26 ] |
| Hollywood Film Awards                          | 14 ноября 2014  | Screenwriter Award                                               | Гиллиан Флинн                                                     | Победа    | [ 26 ] |
| Hollywood Film Awards                          | 14 ноября 2014  | Best Sound                                                       | Рен Клайс                                                         | Победа    | [ 26 ] |
| Премия Лондонского кружка кинокритиков         | 18 января 2015  | Лучшая британская актриса года                                   | Розамунд Пайк                                                     | Победа    | [ 27 ] |
| Motion Picture Sound Editors                   | 15 февраля 2015 | Feature Music                                                    | Рен Клайс, Джонатон Стивенс                                       | Номинация | [ 28 ] |
| MTV Movie Awards                               | 12 апреля 2015  | Фильм года                                                       | «Исчезнувшая»                                                     | Номинация | [ 29 ] |
| MTV Movie Awards                               | 12 апреля 2015  | Прорыв года                                                      | Розамунд Пайк                                                     | Номинация | [ 29 ] |
| MTV Movie Awards                               | 12 апреля 2015  | Лучший испуг до ус***ки                                          | Розамунд Пайк                                                     | Номинация | [ 29 ] |
| MTV Movie Awards                               | 12 апреля 2015  | Лучший злодей                                                    | Розамунд Пайк                                                     | Номинация | [ 29 ] |
| Национальный совет кинокритиков США            | 2 декабря 2014  | Десять лучших фильмов                                            | «Исчезнувшая»                                                     | Победа    | [ 30 ] |
| Online Film Critics Society                    | 15 декабря 2014 | Лучшая актриса                                                   | Розамунд Пайк                                                     | Победа    | [ 31 ] |
| Online Film Critics Society                    | 15 декабря 2014 | Лучший адаптированный сценарий                                   | Гиллиан Флинн                                                     | Победа    | [ 31 ] |
| Online Film Critics Society                    | 15 декабря 2014 | Лучший монтаж                                                    | Кирк Бакстер                                                      | Номинация | [ 31 ] |
| Palm Springs International Film Festival       | 3 января 2015   | Breakthrough Performance Award                                   | Розамунд Пайк                                                     | Победа    | [ 32 ] |
| Гильдия продюсеров США                         | 24 января 2015  | Best Theatrical Motion Picture                                   | Сиан Чаффин                                                       | Номинация | [ 33 ] |
| San Diego Film Critics Society                 | 15 декабря 2014 | Лучший фильм                                                     | «Исчезнувшая»                                                     | Номинация | [ 34 ] |
| San Diego Film Critics Society                 | 15 декабря 2014 | Лучший режиссёр                                                  | Дэвид Финчер                                                      | Номинация | [ 34 ] |
| San Diego Film Critics Society                 | 15 декабря 2014 | Лучшая актриса                                                   | Розамунд Пайк                                                     | Номинация | [ 34 ] |
| San Diego Film Critics Society                 | 15 декабря 2014 | Лучшая актриса второго плана                                     | Кэрри Кун                                                         | Номинация | [ 34 ] |
| San Diego Film Critics Society                 | 15 декабря 2014 | Лучший адаптированный сценарий                                   | Гиллиан Флинн                                                     | Победа    | [ 34 ] |
| San Diego Film Critics Society                 | 15 декабря 2014 | Best Cinematography                                              | Джефф Кроненвет                                                   | Номинация | [ 34 ] |
| San Diego Film Critics Society                 | 15 декабря 2014 | Лучший монтаж                                                    | Кирк Бакстер                                                      | Номинация | [ 34 ] |
| San Diego Film Critics Society                 | 15 декабря 2014 | Best Score                                                       | Трент Резнор и Аттикус Росс                                       | Номинация | [ 34 ] |
| San Francisco Film Critics Circle              | 14 декабря 2014 | Лучший адаптированный сценарий                                   | Гиллиан Флинн                                                     | Номинация | [ 35 ] |
| Santa Barbara International Film Festival      | 1 февраля 2015  | Virtuosos Award                                                  | Розамунд Пайк                                                     | Победа    | [ 36 ] |
| Спутник                                        | 15 февраля 2015 | Лучший фильм                                                     | «Исчезнувшая»                                                     | Номинация | [ 37 ] |
| Спутник                                        | 15 февраля 2015 | Лучший режиссёр                                                  | Дэвид Финчер                                                      | Номинация | [ 37 ] |
| Спутник                                        | 15 февраля 2015 | Лучшая женская роль                                              | Розамунд Пайк                                                     | Номинация | [ 37 ] |
| Спутник                                        | 15 февраля 2015 | Лучший адаптированный сценарий                                   | Гиллиан Флинн                                                     | Номинация | [ 37 ] |
| Спутник                                        | 15 февраля 2015 | Лучшая операторская работа                                       | Джефф Кроненвет                                                   | Номинация | [ 37 ] |
| Спутник                                        | 15 февраля 2015 | Лучший оригинальный саундтрек                                    | Трент Резнор и Аттикус Росс                                       | Номинация | [ 37 ] |
| Спутник                                        | 15 февраля 2015 | Лучший звук                                                      | Рен Клайс и Стив Кантамесса                                       | Номинация | [ 37 ] |
| Сатурн                                         | 25 июня 2015    | Лучший триллер                                                   | «Исчезнувшая»                                                     | Победа    | [ 38 ] |
| Сатурн                                         | 25 июня 2015    | Лучшая киноактриса                                               | Розамунд Пайк                                                     | Победа    | [ 38 ] |
| Премия Гильдии киноактёров США                 | 25 января 2015  | Лучшая женская роль                                              | Розамунд Пайк                                                     | Номинация | [ 39 ] |
| St. Louis Gateway Film Critics Association     | 15 декабря 2014 | Лучший фильм                                                     | «Исчезнувшая»                                                     | Номинация | [ 40 ] |
| St. Louis Gateway Film Critics Association     | 15 декабря 2014 | Лучший режиссёр                                                  | Дэвид Финчер                                                      | Номинация | [ 40 ] |
| St. Louis Gateway Film Critics Association     | 15 декабря 2014 | Лучшая актриса                                                   | Розамунд Пайк                                                     | Победа    | [ 40 ] |
| St. Louis Gateway Film Critics Association     | 15 декабря 2014 | Лучшая актриса второго плана                                     | Кэрри Кун                                                         | Номинация | [ 40 ] |
| St. Louis Gateway Film Critics Association     | 15 декабря 2014 | Лучший адаптированный сценарий                                   | Гиллиан Флинн                                                     | Победа    | [ 40 ] |
| St. Louis Gateway Film Critics Association     | 15 декабря 2014 | Best Art Direction                                               | Доун Свидерский                                                   | Номинация | [ 40 ] |
| St. Louis Gateway Film Critics Association     | 15 декабря 2014 | Best Cinematography                                              | Джефф Кроненвет                                                   | Номинация | [ 40 ] |
| St. Louis Gateway Film Critics Association     | 15 декабря 2014 | Best Score                                                       | Трент Резнор и Аттикус Росс                                       | Номинация | [ 40 ] |
| USC Scripter Award                             | 31 января 2015  | Лучший адаптированный сценарий                                   | Гиллиан Флинн                                                     | Номинация | [ 41 ] |
| Ассоциация кинокритиков Вашингтона             | 8 декабря 2014  | Лучший фильм                                                     | «Исчезнувшая»                                                     | Номинация | [ 42 ] |
| Ассоциация кинокритиков Вашингтона             | 8 декабря 2014  | Лучший режиссёр                                                  | Дэвид Финчер                                                      | Номинация | [ 42 ] |
| Ассоциация кинокритиков Вашингтона             | 8 декабря 2014  | Лучшая актриса                                                   | Розамунд Пайк                                                     | Номинация | [ 42 ] |
| Ассоциация кинокритиков Вашингтона             | 8 декабря 2014  | Лучший адаптированный сценарий                                   | Гиллиан Флинн                                                     | Победа    | [ 42 ] |
| Ассоциация кинокритиков Вашингтона             | 8 декабря 2014  | Лучший монтаж                                                    | Кирк Бакстер                                                      | Номинация | [ 42 ] |
| Ассоциация кинокритиков Вашингтона             | 8 декабря 2014  | Лучшая музыка к фильму                                           | Трент Резнор и Аттикус Росс                                       | Номинация | [ 42 ] |
| Премия Гильдии сценаристов США                 | 14 февраля 2015 | Лучший адаптированный сценарий                                   | Гиллиан Флинн                                                     | Номинация | [ 43 ] |